# Бельский (Тверская область)
Бельский — поселок в Вышневолоцком городском округе Тверской области.

## География
Находится в центральной части Тверской области на расстоянии приблизительно 25 км по прямой на северо-запад от вокзала железнодорожной станции Вышний Волочёк к северу от озера Бельское.

## История
Здесь в 1940-х годах был организован карьер по добыче нерудных ископаемых. До 1964 года населённый пункт назывался Бельский карьер. В 2014 году здесь работали также асфальтовый завод и предприятие "Электропромремонт". До 2019 года входил в состав ныне упразднённого Коломенского сельского поселения Вышневолоцкого муниципального района.

## Население
Численность населения составляла 428 человек (русские 99 %) в 2002 году, 360 в 2010.